# Association Internationale de la Presse Sportive

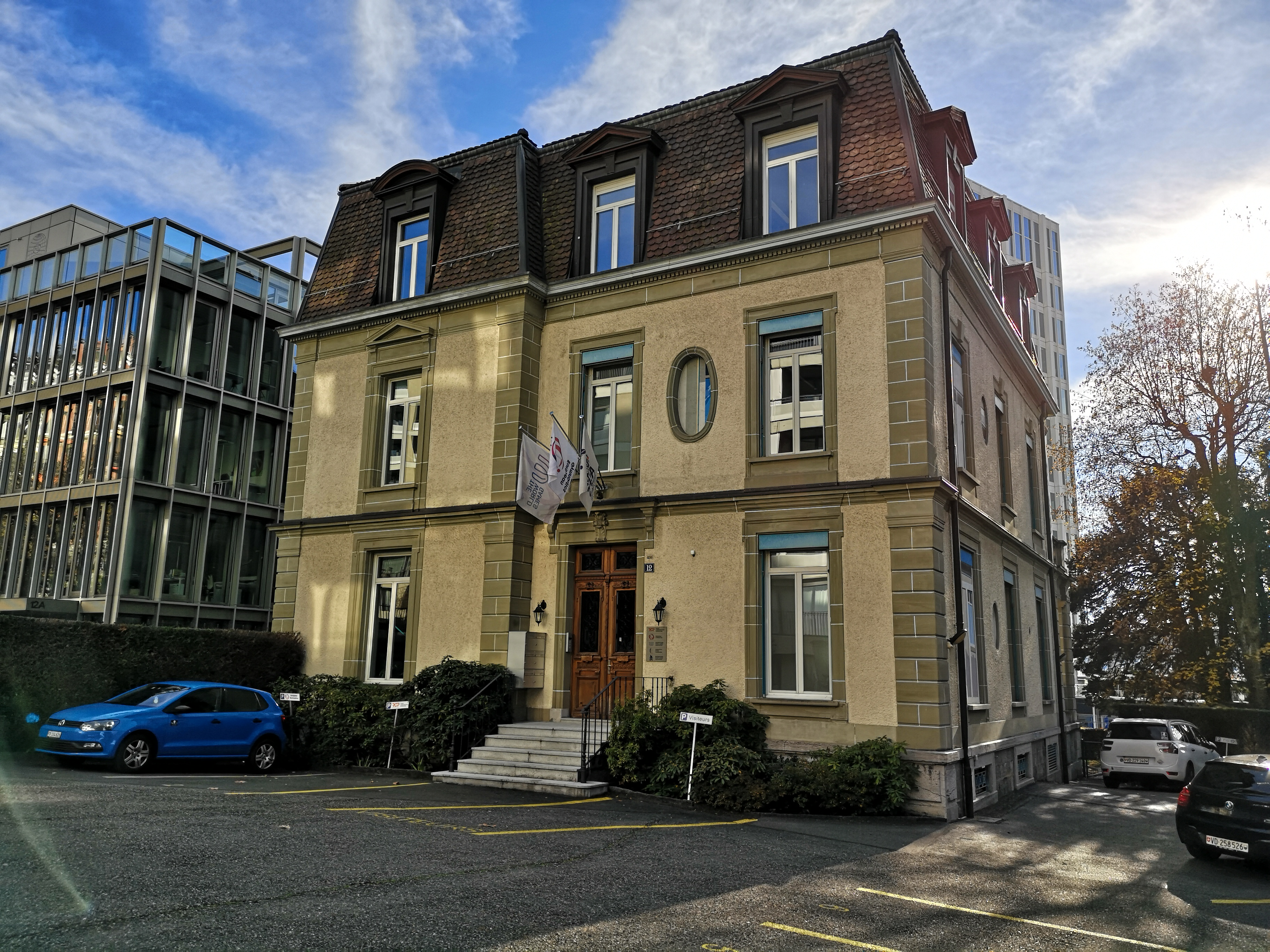
Sitz der AIPS im schweizerischen Lausanne

Die Association Internationale de la Presse Sportive (AIPS) ist ein internationaler Verband für Sportjournalisten.
Die Vereinigung wurde 1924 anlässlich der Olympischen Spiele in Paris gegründet. Erster Präsident war der französische Journalist Frantz Reichel, der selbst 1896 und 1900 bei Olympischen Spielen als Läufer und Rugbyspieler teilgenommen und im Rugby eine Goldmedaille errungen hatte. Nach dem Ende seiner sportlichen Karriere wurde er Journalist, u. a. bei Le Figaro. Er blieb Präsident der AIPS bis zu seinem plötzlichen Tod im Jahre 1932. Nachfolger wurde sein belgischer Vizepräsident Victor Boin, der dieses Amt bis 1956 innehatte und selbst auch bei vier Olympischen Spielen gestartet war und im Wasserball sowie Fechten drei Medaillen gewonnen hatte. Heutiger Präsident ist der Italiener Gianni Merlo, Chefredakteur der Zeitschrift Atletica Leggera und Autor mehrerer Sportbücher (Stand 2015). Sitz des Verbandes ist in Lausanne.
Die AIPS ist der Dachverband der nationalen Sportjournalistenverbände. Bei der Gründung waren acht Nationen vertreten; besonders nach dem Zweiten Weltkrieg wuchs die Zahl der Mitglieder stetig bis auf 144 im Jahre 2005. Sie selbst ist Mitglied von Sportaccord, früher Allgemeiner Verband Internationaler Sportverbände genannt.
Viermal im Jahr gibt der Verband das AIPS-Magazine heraus. Er verleiht zudem die Auszeichnung Power of Sports Award und vergibt die international höchste Auszeichnung für Sportjournalisten, die AIPS Sport Media Awards.